# Cispius simoni
Espèce
Cispius simoni est une espèce d'araignées aranéomorphes de la famille des Pisauridae.

## Distribution
Cette espèce se rencontre en Afrique de l'Est.

## Description
La femelle holotype mesure 6 mm.

## Publication originale
- Lessert, 1915 : Arachnides de l'Ouganda et de l'Afrique orientale allemande. (Voyage du Dr J. Carl dans la region des lacs de l'Afrique centrale). Revue Suisse de Zoologie, vol. 23, p. 1-80 (texte intégral).